# Henry Thibodaux

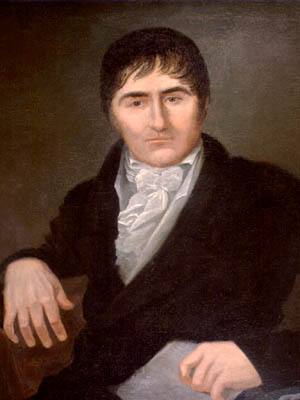
Portret van Thibodaux in het Louisiana State Museum

Henry Schuyler Thibodaux (Albany (New York), 1769 - 24 oktober 1828) was een Amerikaans politicus. Hij was voorzitter van de Senaat van Louisiana en in 1824 was hij enkele maanden interim-gouverneur van deze staat. Hij was de stichter van de plaats Thibodaux, die naar hem werd vernoemd.

## Levensloop
Thibodaux was de zoon van Frans-Canadezen. Hij verloor op jonge leeftijd zijn beide ouders en werd opgevoed in het gezin van generaal Philip Schuyler. Hij liep school in Schotland. In de jaren 1790 verhuisde hij naar de Spaanse kolonie Louisiana. Hij huwde er in 1793 met Félicité Bonvillain en na haar dood met Bridgette Bellanger. Hij stierf in 1828 aan een abces aan de lever nabij Bayou Terrebonne en werd begraven in Shriever.

## Politieke carrière
In 1805 werd hij verkozen in de wetgevende vergadering van het territorium van Orleans en in 1808 werd hij vrederechter in Lafourche Parish. Tussen 1812 en 1824 zetelde hij in de Senaat van Louisiana. Hij was voorzitter van de Senaat toen in november 1824 gouverneur Thomas Bolling Robertson ontslag nam. Als Senaatsvoorzitter volgde hij hem op als interim-gouverneur tot de nieuw verkozen gouverneur Henry S. Johnson in december 1824 de eed aflegde. In 1828 stelde hij zich kandidaat bij de gouverneursverkiezing maar hij overleed nog voor de verkiezingen.